# 圖-2轟炸機

编辑“圖-2

圖-2轟炸機是第二次世界大战中蘇聯圖波列夫設計局研发的一款中型轟炸機，原本稱為ANT-50，1942年改稱為"圖-2"（Tu-2）。圖-2在第二次世界大戰時作為蘇聯紅軍的水平轟炸機甚至俯衝轟炸機，參與了德蘇戰爭中後期各战役。

## 历史
研制目标对标Ju-88轰炸机。
1941年1月29日首飛。采用两台ASh-82活塞风冷发动机，三叶螺旋桨，单台1450马力，性能完胜Pe-2前线轰炸机。1942年8月22日首架生产型称图-2。圖波列夫為此无罪释放，并在1943年得到斯大林奖金。
1943年图-2S投产，换装了ASh-82FN活塞风冷发动机，单台功率1850马力，四叶螺旋桨。S型成为图-2系列中产量最高的型号。最大起飞重量12.8吨，最大速度547千米/小时，最大航程2700千米。最大载弹量3吨，配套3门20毫米航炮（单炮备弹200发），3挺自卫用12.7毫米航空机枪。性能赶超了Ju-88轰炸机。
二戰後，苏联把圖-2軍援東歐各國，北韓和中國。中國人民解放軍空軍的第34和35飛行大隊於1950年得到20架圖-2，同年10月6日又在徐州接收到9架後又成立了第36飛行大隊，中國的圖-2在朝鲜战争期間參加了大和島戰役，之後在台海又參加了對國軍的大陳島和一江山島戰役，解放軍的圖-2在1982年退役。

## 型号
- 轰教机“乌特伯”/“乌特伯二”（УТБ/УТБ-2)：1946年苏霍伊设计局设计的中型轰炸教练机型号。1947年装备部队。采用降低发动机功率的阿什-21活塞螺旋桨发动机（俄语：АШ-21）星型七缸气冷，单台690马力，2页螺旋桨。好处是飞行小时成本低、妥善率出动率高。累计生产了约500架，其中100架是波兰制造的。1949年10月至1950年2月中国进口33架，装备了空军的两个轰炸机航校，代号“4号机”；是中国装备的第一种苏霍伊飞机。在苏联1962年退役，在中国1965年退役。机长/翼展/机高：13.99/18.86/4.45米。净重/全重：5386/6546千克。最大速度/巡航速度：391/332千米/小时。航程950千米。升限7100米。安装12.7毫米UTB活动机枪1挺，2枚200千克航弹。

## 基本資料
- 乘員：4人
- 全長：13.8米
- 翼展：18.86米
- 全高：4.13米
- 空重：7,601公斤
- 最大起飞重量：10,538公斤
- 最快速度：521公里/小時
- 航程：2,020公里
- 昇限：9,000米
- 發動機：2具風冷式發動機（1,850匹馬力）
- 武裝：2支23毫米口徑機炮+3支12.7毫米口徑機槍+3000公斤炸彈

## 使用國家

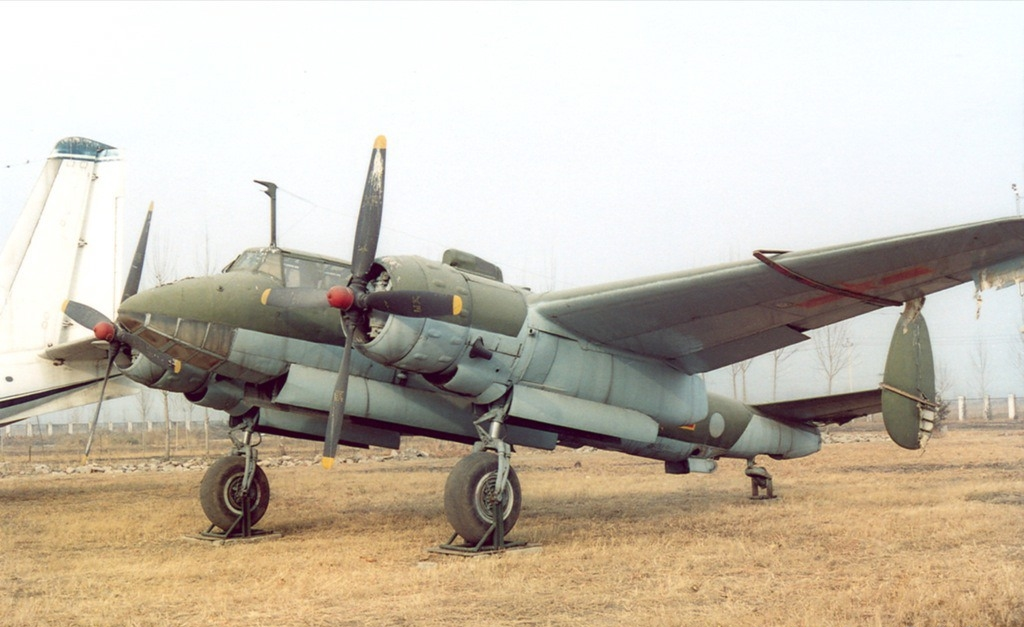
中國人民解放軍的圖-2轟炸機

- 苏联
- 中华人民共和国
- 保加利亚
- 匈牙利
- 羅馬尼亞
- 波蘭
- 印度尼西亞

## 外部連結
- 翻雲跨海戰大和 （页面存档备份，存于）
- 圖-2在中國